# Иванович, Оливер
Оливер Иванович (серб. Оливер Ивановић; 1 апреля 1953, Рзнич, Косовско-Метохийская автономная область, СР Сербия, Югославия — 16 января 2018, Косовска-Митровица, Северное Косово) — сербский косовский политик, один из лидеров косовских сербов, лидер гражданской инициативы «Свобода, демократия, справедливость» (серб. „Слобода, демократија, правда”). Убит неизвестными.

## Биография
Родился в селе Рзнич Косовско-Метохийской автономной области СР Сербии. Окончил основную и машинно-техническую школу в Титова-Митровице (сейчас Косовска-Митровица). Затем три года обучался в Военной академии в Загребе, после чего оставил обучение из-за обнаруженного врождённого дефекта зрения. Окончил Машиностроительный факультет Приштинского университета в Митровице и Экономический факультет в Приштине.
В 1991—1998 годах руководил спортивным центром в Косовска-Митровице. В 1999—2001 годах возглавлял Сербское национальное вече Северного Косова и Метохии. Был членом Координационного центра по делам Косова и Метохии, где отвечал за экономическое развитие и реконструкцию. В 2008 году назначен государственным секретарём в сербском Министерстве по делам Косова и Метохии.
В январе 2014 года Оливер Иванович был арестован в Северной Косовска-Митровице по подозрении в совершении военных преступлений против косовских албанцев в 1999—2000 годах. 21 января 2016 года он был приговорён судьями ЕВЛЕКС к девяти годам заключения, однако Апелляционный суд в Приштине 12 февраля 2017 года аннулировал вердикт и назначил новое судебное расследование.
В июле 2017 года неизвестные подожгли автомобиль Оливера Ивановича в Косовска-Митровице. Иванович заявил, что поджог был связан с его политической деятельностью.
16 января 2018 года в 9:15 по местному времени в Оливера Ивановича выпустили шесть пуль на входе в офис созданной им гражданской инициативы «Свобода, демократия, справедливость» (SDP). В политика стреляли из автомобиля, который потом сожгли неподалеку от места преступления. Похоронен 18 января на Аллее заслуженных граждан на Новом кладбище Белграда.
Владел сербским, албанским, английским и итальянским языками. Был женат, имел четырёх сыновей.